# Astrocaryum
Astrocaryum is een geslacht uit de palmenfamilie (Arecaceae). De soorten zijn bedekt met stekels. Ze hebben samengestelde bladeren in de vorm van een veer of varen. Ze komen voor in Centraal- en Zuid-Amerika en op Trinidad

## Soorten
| - Astrocaryum acaule - Astrocaryum aculeatissimum - Astrocaryum aculeatum - Astrocaryum alatum - Astrocaryum campestre - Astrocaryum carnosum - Astrocaryum chambira - Astrocaryum chonta - Astrocaryum ciliatum - Astrocaryum confertum - Astrocaryum faranae - Astrocaryum farinosum - Astrocaryum ferrugineum - Astrocaryum giganteum - Astrocaryum gratum - Astrocaryum gynacanthum - Astrocaryum huaimi - Astrocaryum huicungo | - Astrocaryum jauari - Astrocaryum javarense - Astrocaryum macrocalyx - Astrocaryum malybo - Astrocaryum mexicanum - Astrocaryum minus - Astrocaryum murumuru - Astrocaryum paramaca - Astrocaryum perangustatum - Astrocaryum rodriguesii - Astrocaryum sciophilum - Astrocaryum scopatum - Astrocaryum sociale - Astrocaryum standleyanum - Astrocaryum triandrum - Astrocaryum ulei - Astrocaryum urostachys - Astrocaryum vulgare (Awarra) |

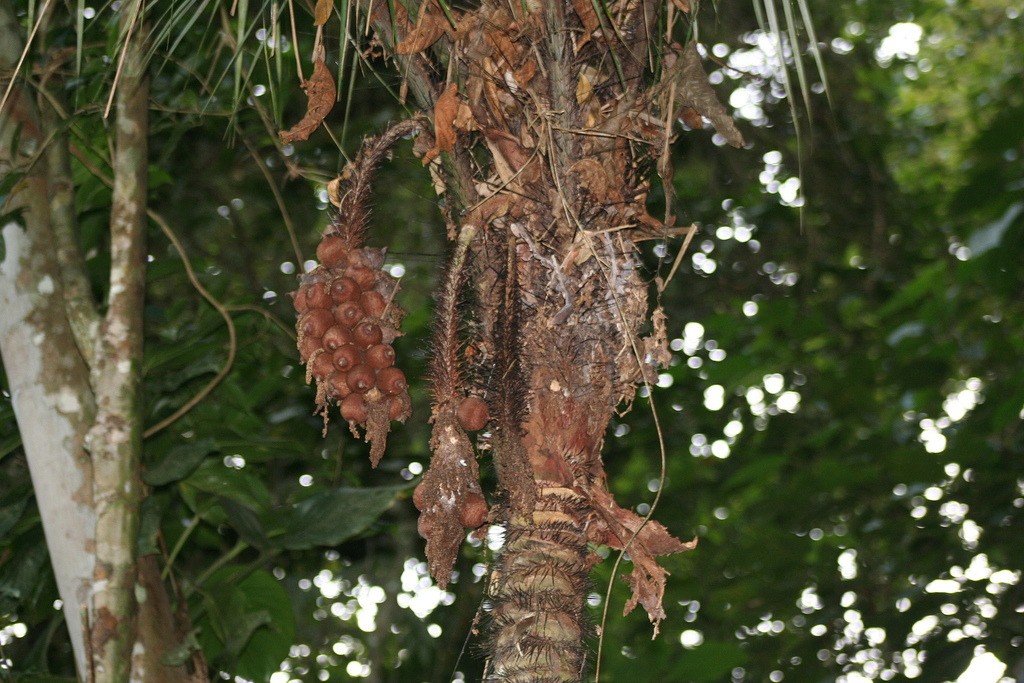
Astrocaryum aculeatissimum
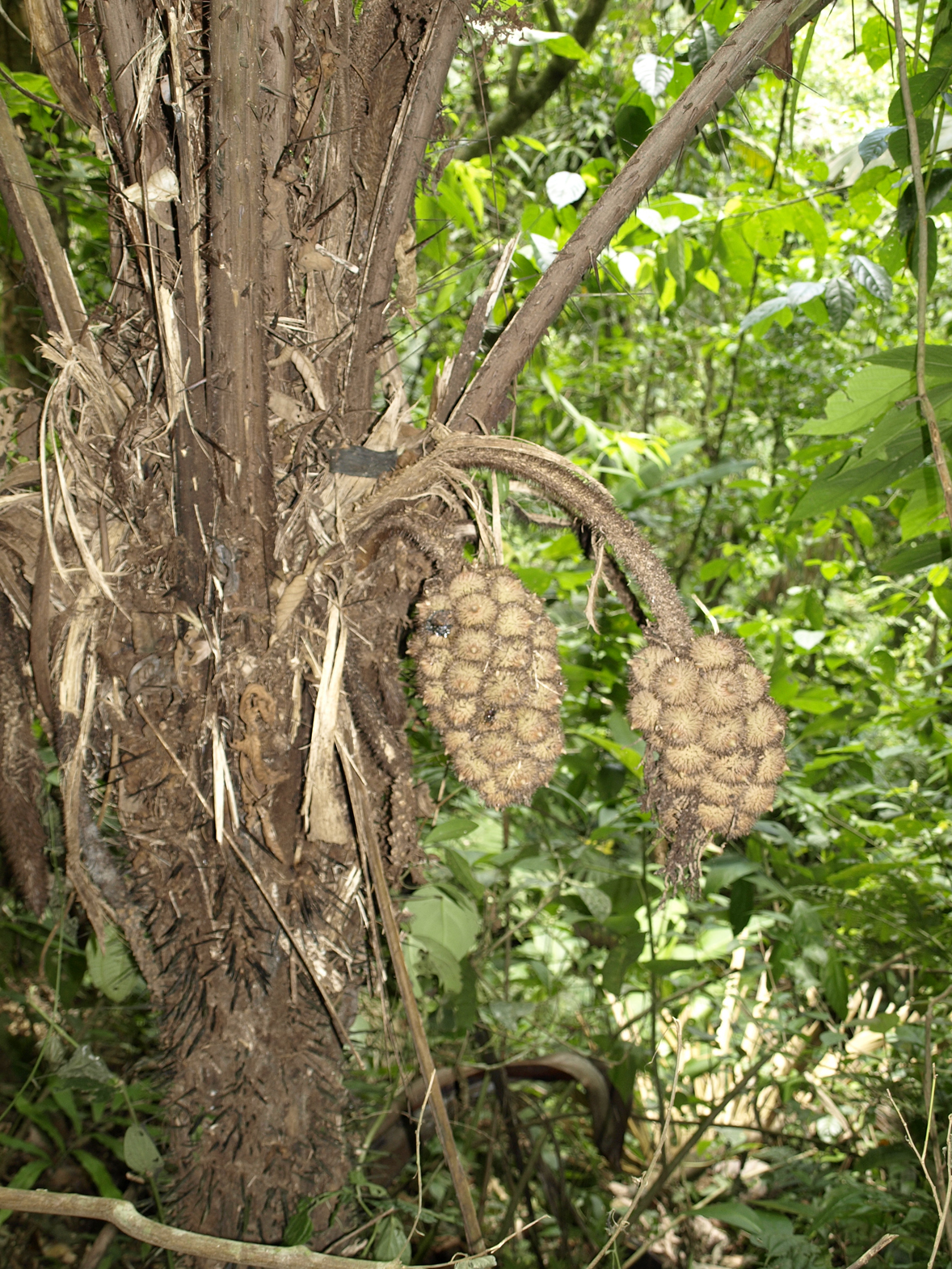
Astrocaryum alatum
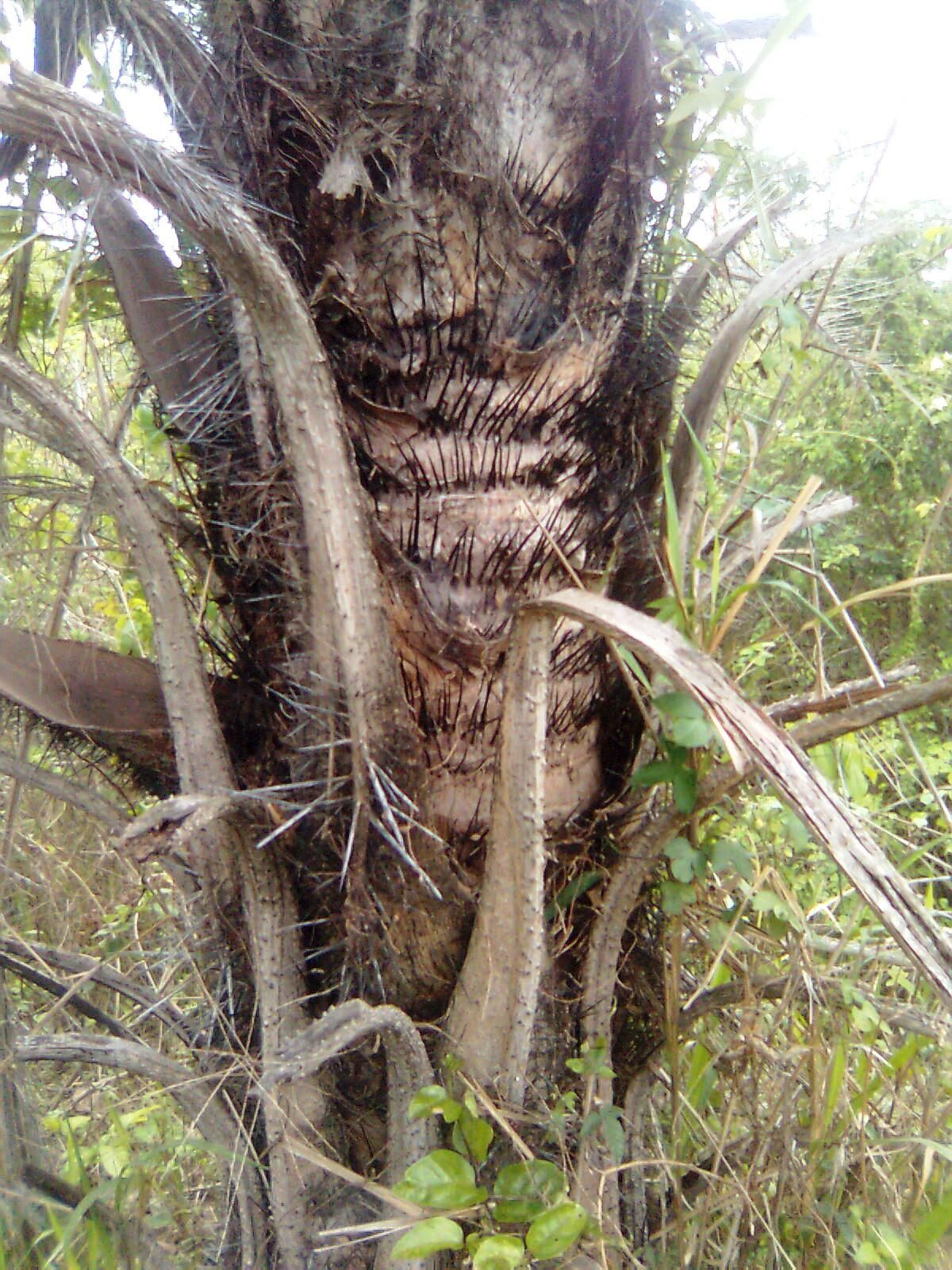
Astrocaryum jauari
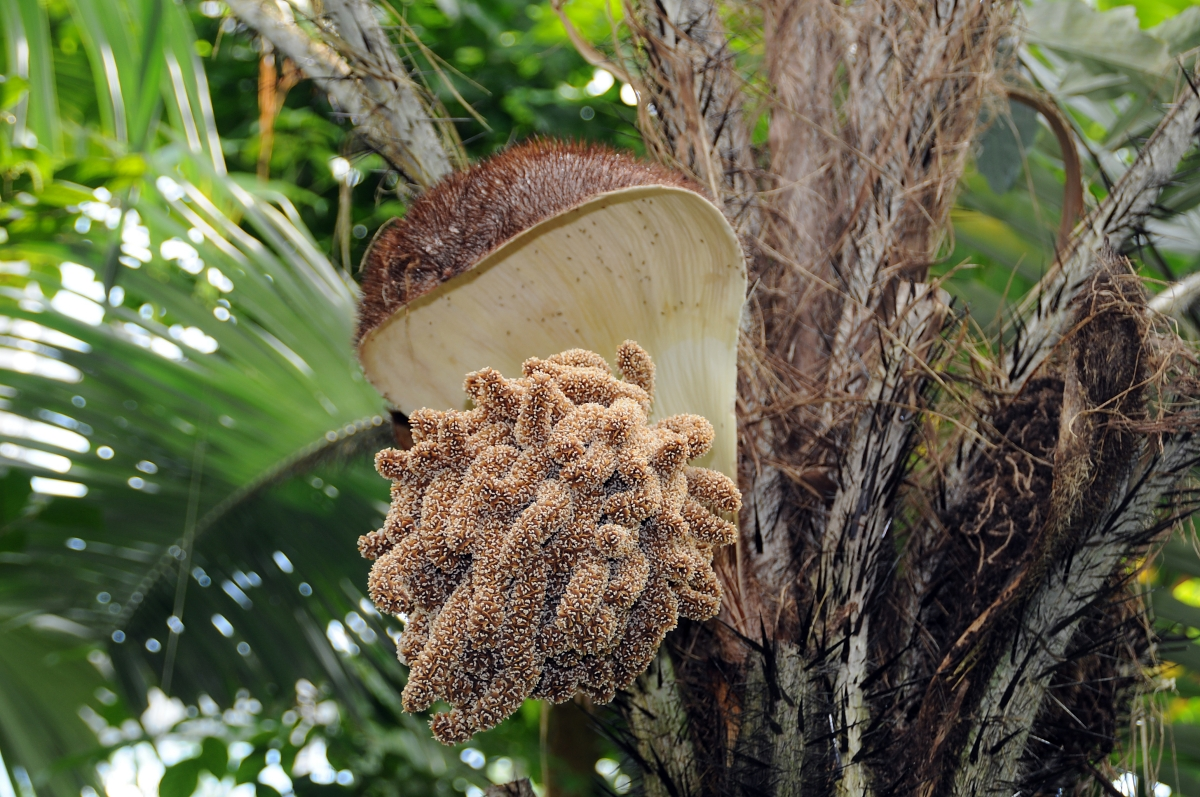
Astrocaryum mexicanum

... · 
Acanthophoenix · 
Acoelorrhaphe · 
Acrocomia · 
Actinokentia · 
Actinorhytis · 
Adonidia · 
Aiphanes · 
Allagoptera · 
Alloschmidia · 
Ammandra · 
Aphandra · 
Archontophoenix · 
Areca · 
Arenga · 
Asterogyne · 
Astrocaryum · 
Attalea · 
Balaka · 
Bactris · 
Barcella · 
Basselinia · 
Beccariophoenix · 
Bentinckia · 
Bismarckia · 
Borassodendron · 
Borassus · 
Brahea · 
Brassiophoenix · 
Brongniartikentia · 
Burretiokentia · 
Butia · 
Calamus · 
Calospatha · 
Calyptrocalyx · 
Calyptrogyne · 
Calyptronoma · 
Campecarpus · 
Carpentaria · 
Carpoxylon · 
Caryota · 
Ceratolobus · 
Ceroxylon · 
Chamaedorea · 
Chamaerops · 
Chambeyronia · 
Chelyocarpus · 
Chuniophoenix · 
Clinosperma · 
Clinostigma · 
Coccothrinax · 
Cocos · 
Colpothrinax · 
Copernicia · 
Corypha · 
Cryosophila · 
Cyphokentia · 
Cyphophoenix · 
Cyphosperma · 
Cyrtostachys · 
Daemonorops · 
Deckenia · 
Desmoncus · 
Dictyocaryum · 
Dictyosperma · 
Dransfieldia · 
Drymophloeus · 
Dypsis · 
Elaeis · 
Eleiodoxa · 
Eremospatha · 
Eugeissona · 
Euterpe · 
Euterpe · 
Gaussia · 
Guihaia · 
Hedyscepe · 
Hemithrinax · 
Heterospathe · 
Howea · 
Hydriastele · 
Hyophorbe · 
Hyospathe · 
Hyphaene · 
Iguanura · 
Iriartella · 
Itaya · 
Johannesteijsmannia · 
Juania · 
Jubaea · 
Jubaeopsis · 
Kentiopsis · 
Livistona · 
Lodoicea · 
Mauritia · 
Medemia · 
Metroxylon · 
Nannorrhops · 
Nypa · 
Phoenix · 
Raphia · 
Ravenea · 
Rhapis · 
Rhopalostylis · 
Roystonea · 
Sabal · 
Salacca · 
Serenoa · 
Syagrus · 
Tahina · 
Trachycarpus · 
Trithrinax · 
Washingtonia · 
Wodyetia · 
...